# Cristian Rivera Hernández
Cristian Rivera Hernández (Gijón, 9 de julho de 1997) é um futebolista profissional espanhol que joga como zagueiro.

## Carreira
Cristian Rivera Hernández começou a carreira no Sporting Gijón.